# Rîjavka, Jmerînka
Rîjavka (în ucraineană Рижавка) este un sat în comuna Potokî din raionul Jmerînka, regiunea Vinnița, Ucraina.

## Demografie
Componența lingvistică a localității Rîjavka
     Ucraineană (93,08%)
     Rusă (1,15%)
     Alte limbi (0,38%)
Conform recensământului din 2001, majoritatea populației localității Rîjavka era vorbitoare de ucraineană (93,08%), existând în minoritate și vorbitori de rusă (1,15%).